# Giovanni Gastone Boccherini

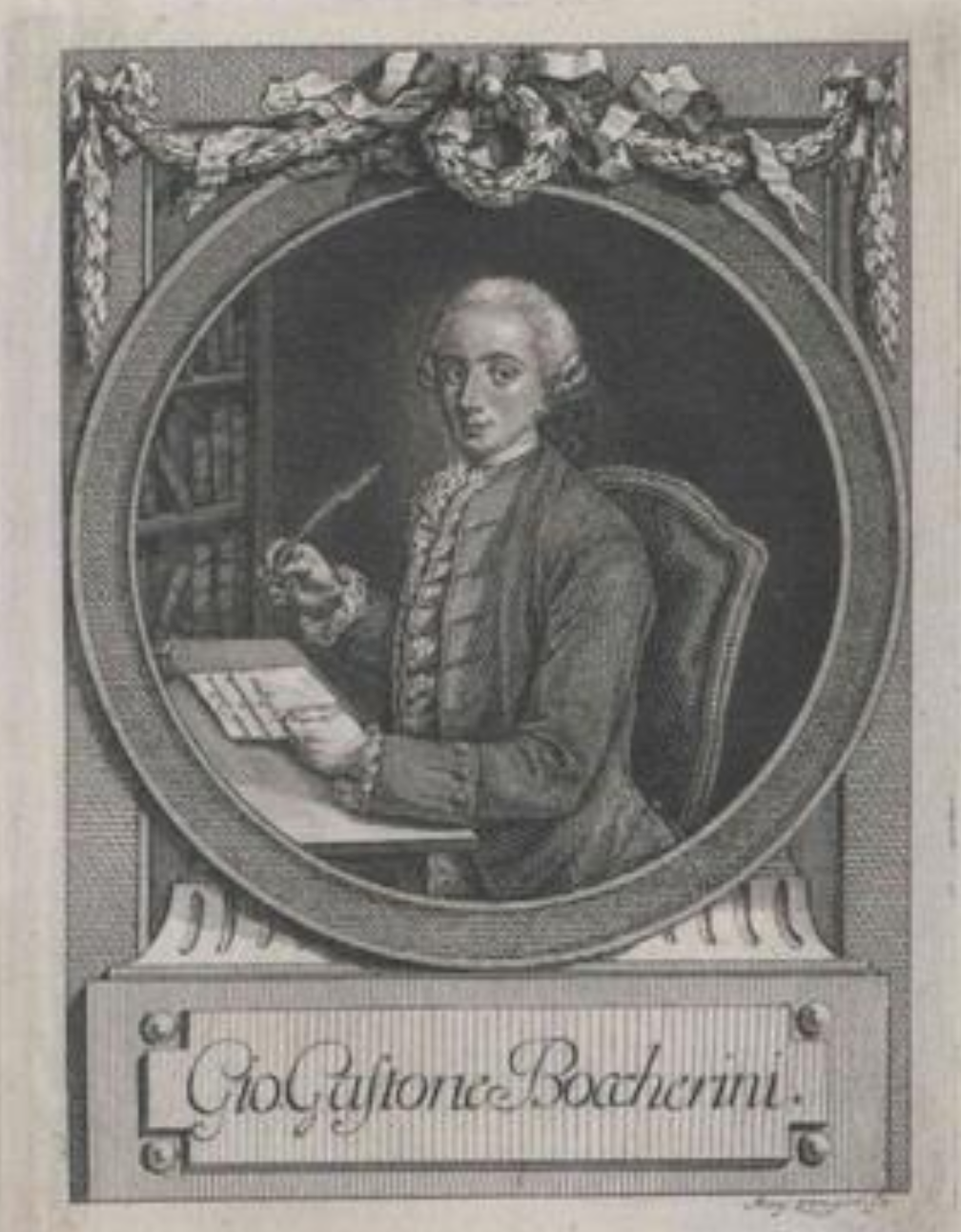
Giovanni Gastone Boccherini

Giovanni Gastone Boccherini (Lucca, 5 febbraio 1742 – dopo il 1798) è stato un librettista, ballerino, coreografo e poeta italiano.

## Biografia
Iniziò la carriera di ballerino a Venezia nel 1757, nel teatro San Salvatore, proseguendola a Trieste fino al 1759 e quindi a Vienna fino al 1771. A Vienna  fu anche direttore artistico del Burgtheater dal 1772 al 1775.
La conoscenza col musicista Antonio Salieri gli offrì l'occasione di cominciare anche la carriera di librettista. Il primo libretto musicato fu quello de Le donne letterate, del 1770, ma già alcuni anni prima il Boccherini aveva scritto un libretto, Turno, re dei Rutoli, non musicato ma elogiato da Ranieri de' Calzabigi. I libretti del Boccherini mostrano «talento per la pantomima e la coreografia e facilità nella gestione delle convenzioni teatrali».
Dal 1796 al 1798 fu coreografo e sovrintendente al Teatro de Los Caños del Peral di Madrid.
Il Boccherini svolse anche l'attività di poeta. Fu membro dell'Accademia dell'Arcadia col nome di Argindo Bolimeo e nel 1774 pubblicò una raccolta di Sonetti amorosi e storiati, di «argomento esile e linguaggio sciatto».
Si ignorano le circostanze e l'anno della morte. Era fratello del compositore Luigi Boccherini.

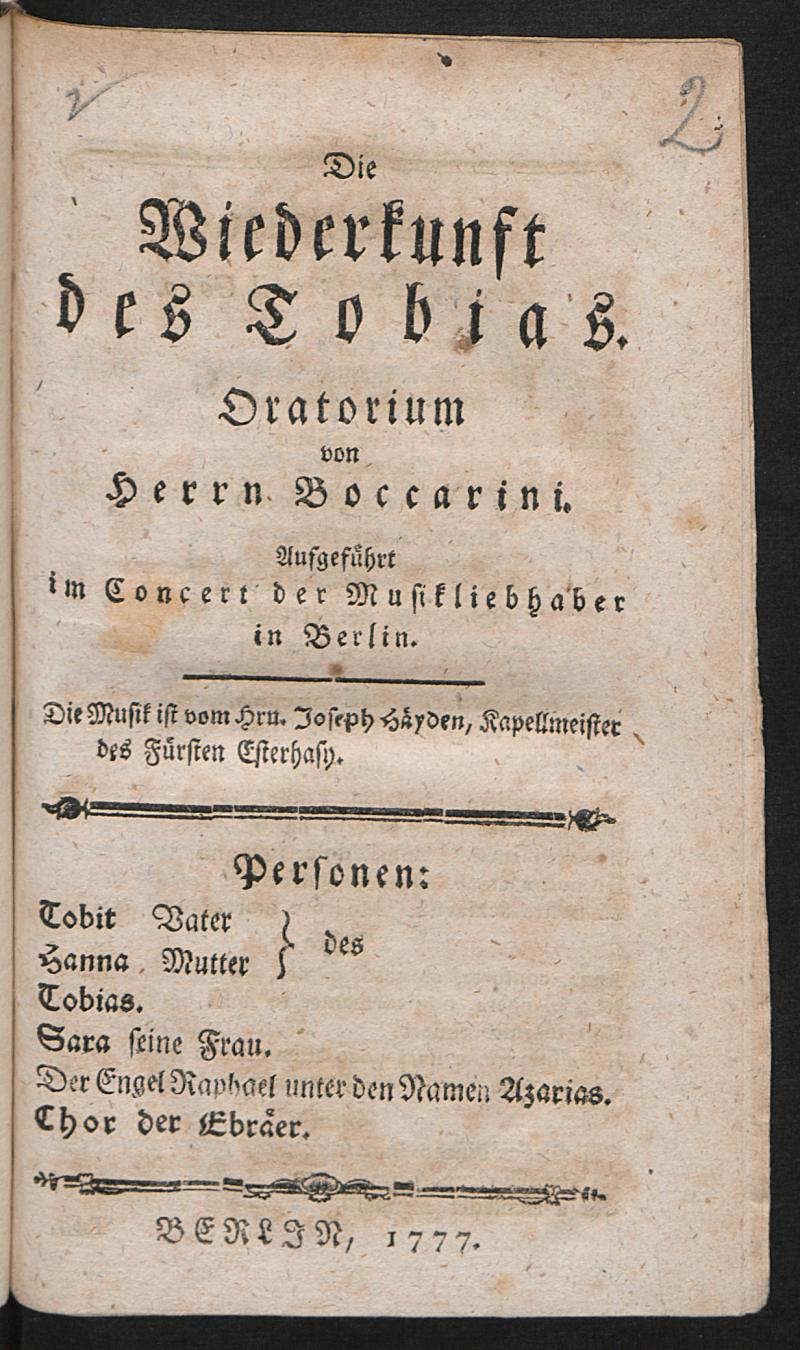
Die Wiederkunft des Tobias (il ritorno di tobias), libretto di Giovanni Gastone Boccherini, musica di Franz Joseph Haydn (1777)

## Libretti
- Turno, re dei Rutoli, dramma tragico, non musicato, 1767
- Le donne letterate, commedia per musica, musica di Antonio Salieri, Vienna, Burgtheater, 10 gennaio 1770
- L'amore innocente, pastorale per musica, musica di Antonio Salieri, Vienna, Burgtheater 1770
- Don Chisciotte alle nozze di Gamace, divertimento teatrale, musica di Antonio Salieri, Vienna, Burgtheater, 1771
- La fiera di Venezia, commedia per musica, musica di Antonio Salieri, Vienna, Burgtheater, 29 gennaio 1772
- I rovinati, commedia per musica, musica di Florian Leopold Gassmann, Vienna, Burgtheater, 23 giugno 1772
- La secchia rapita, dramma eroicomico, musica di Antonio Salieri, Vienna, Kärtnertortheater, 21 ottobre 1772
- La casa di campagna, dramma giocoso, musica di Florian Leopold Gassmann, Vienna, Burgtheater, 13 febbraio 1773
- Il ritorno di Tobia, oratorio, musica di Franz Joseph Haydn, 1775
- Cleopatra, opera seria
- L'ungarese innamorata, operetta
- Le belle amiche, operetta